# Institut du Tout-Monde
 (mai 2018).
Si vous disposez d'ouvrages ou d'articles de référence ou si vous connaissez des sites web de qualité traitant du thème abordé ici, merci de compléter l'article en donnant les références utiles à sa vérifiabilité et en les liant à la section « Notes et références ».
L'Institut du tout-monde est une association culturelle créée en 2006 par Édouard Glissant avec le soutien du conseil régional d'Île-de-France et du ministère des Outre-mer. Il a pour objectif de faire avancer « la pratique culturelle et sociale des créolisations. Il favorise la connaissance de l’imaginaire des peuples dans leur diversité. À l’écoute des mélodies du monde, il accompagne, à travers la multiplicité des langues, la pluralité des expressions artistiques, des formes de pensée et des modes de vie ».
Compte tenu de l'histoire des peuples créoles, le travail de l'institut est en partie orienté vers la diffusion de la mémoire et la recherche historique autour de l'esclavage en général et de l'esclavage dans les Antilles et Caraïbes en particulier.
L'institut est associé avec d'autres structures et institutions comme la Maison de l'Amérique latine à Paris, ou la Casa de las Américas à Cuba. Il est notamment l'organisateur du prix Carbet de la Caraïbe et du Tout-Monde,.